# Liste des contes des Mille et Une Nuits
Pour un article plus général, voir Les Mille et Une Nuits.
La liste des contes des Mille et Une Nuits varie en fonction des éditions (voir la liste des traductions plus bas). Voici les listes des contes en fonction de certaines éditions françaises, ainsi que celle de Richard Francis Burton, qui contient un nombre de contes particulièrement élevé.

## Liste des contes

### Édition d'Antoine Galland (et ajouts de Jean Jacques Antoine Caussin de Perceval)
Antoine Galland, orientaliste et traducteur français, est à l'origine de la première traduction occidentale du recueil de contes, publiée de 1704 à 1717. Un autre français, Jean Jacques Antoine Caussin de Perceval, compléta cette traduction par des contes supplémentaires dans Suite des Mille et une Nuits (1806).

### Édition de Jacques Cazotte et Denis Chavis
La traduction de Galland a été complétée par Jacques Cazotte et Denis Chavis pour les volumes XXXVIII à XLI du Cabinet des fées (Genève, 1784-1793) sous le titre Continuation des Mille et Une Nuits, contes arabes (ou Suite des Mille et Une Nuits, contes arabes, ou encore, Les Veillées du Sultan Schahriar). Selon l'avertissement au début du volume XXXVIII, Galland dit que sa traduction du recueil était incomplète, la Bibliothèque du Roi de France ne disposant pas de tous les manuscrits nécessaires. Ceux qui manquaient ont fini par être apportés par Dom Denis Chavis, qui prétendit se baser sur les documents manquant, ce qui lui permit de livrer de nouveaux contes, aidé en cela par Cazotte. Toutefois, on sait que ces auteurs ont créé de faux manuscrits arabes du conte d'Aladin.

### Édition d'Édouard Gauttier d'Arc
Édouard Gauttier d'Arc dans Les Mille et une nuits (1822-1823). Il fournit à la fin du tome VII une table des contes, assortie pour chacun d'entre eux d'une présentation et d'un éventuel parallèle avec d'autres histoires.

### Édition de Guillaume-Stanislas Trébutien
Guillaume-Stanislas Trébutien publia en 1828 Contes inédits des mille et une nuits, en 3 volumes, basé sur les contes inédits découverts par Joseph von Hammer-Purgstall :

### Édition de Richard Francis Burton
Richard Francis Burton, traducteur et orientaliste britannique, publia d'abord en 1885 The Book of the Thousand Nights and a Night (en 10 volumes). Ensuite, il publia en supplément Supplemental Nights (6 volumes) entre 1886 et 1888. La liste des contes, en anglais :

### Édition de Joseph-Charles Mardrus
Joseph-Charles Mardrus, orientaliste et traducteur français, publia une nouvelle traduction des Mille et Une Nuits en seize volumes de 1899 à 1904 :

### Édition de René R. Khawam
René R. Khawam, écrivain traducteur franco-syrien, consacra quarante années à étudier le recueil, dont il a publié une version entre 1986 et 1987 (refonte de sa version de 1965-1967). Il a publié à part sa version de contes que Galland avait pris l'initiative d'ajouter dans son édition du recueil (voir plus bas) :

### Édition de Jamel Eddine Bencheikh et André Miquel

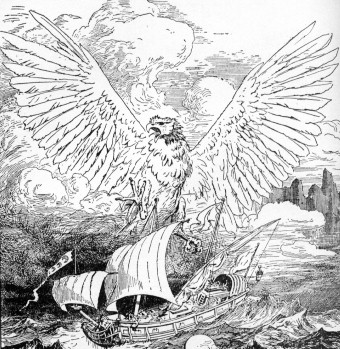
L'oiseau Rokh attaquant le navire de Sindbad le marin

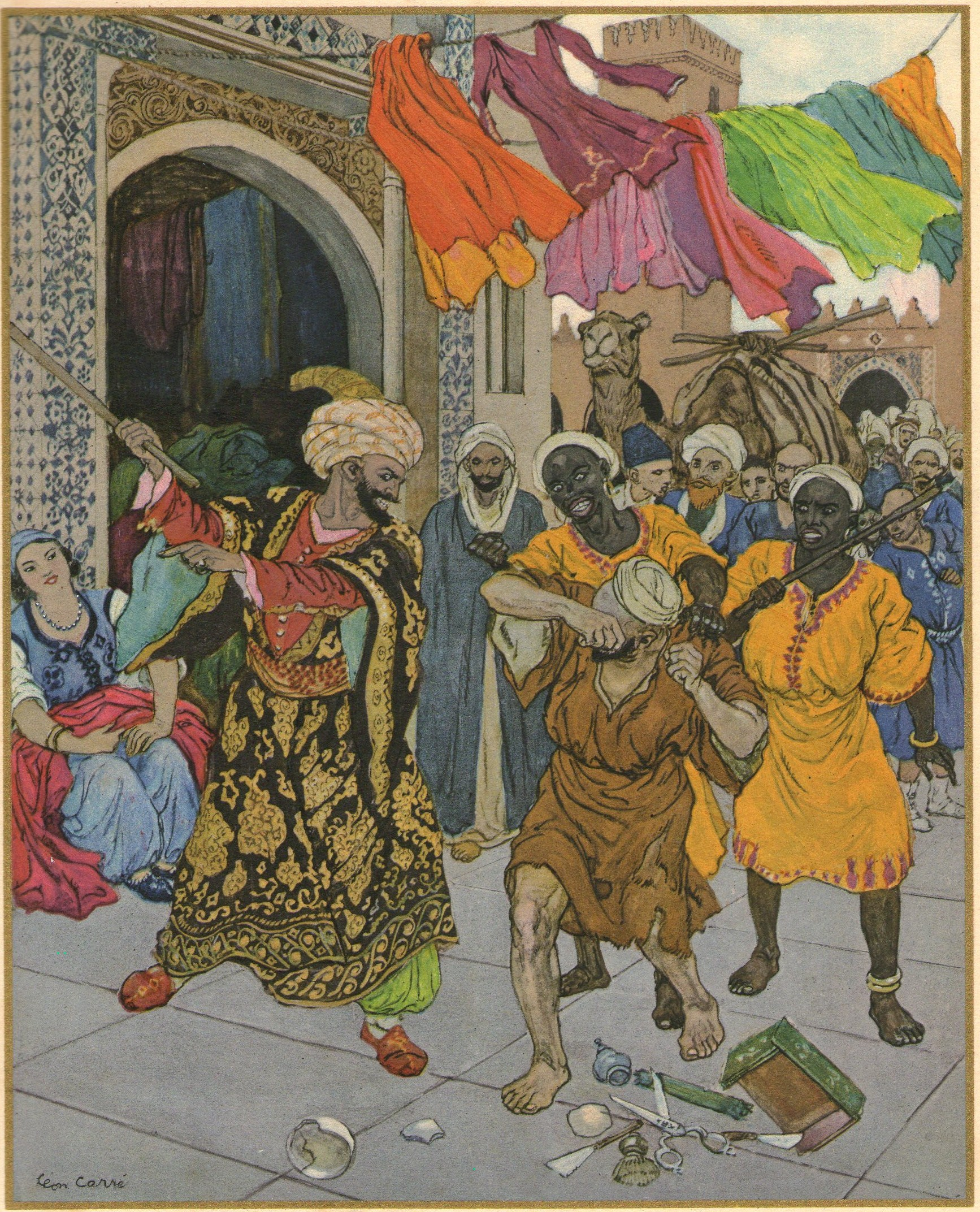
Illustration de l'Histoire d'Abû Qir et Abû Sir par Léon Carré

Jamel Eddine Bencheikh, écrivain et universitaire franco-algérien, et André Miquel, universitaire et historien arabisant français, ont traduit et publié une version chez Gallimard, à La Pléiade (3 vol.), en 2005. Il s'agit de la première traduction en français de la totalité des 1 205 poèmes contenus dans l'édition de Boulaq.
NOTE : Le nombre entre parenthèses indique la nuit où commence le conte et celle où il finit).

### Édition d'Aboubakr Chraïbi
Aboubakr Chraïbi a publié en 1996 les résumés et analyses détaillées de trois contes inédits, dans Contes nouveaux des 1001 Nuits. Étude du manuscrit Reinhardt. Il les traduit intégralement en 2015 dans Trois contes inédits des Mille et Une Nuits. Ils sont tirés d’un manuscrit arabe des Mille et Une Nuits du XIXe siècle conservé à la bibliothèque de l’Université de Strasbourg. Il contient une dizaine de contes totalement inédits, qui n’ont jamais circulé ni dans les pays arabes ni en Europe. Il faut savoir que les auteurs de recueils des Nuits étaient prêts à mettre dedans n’importe quelles histoires pour en accroître le volume, notamment ces longs romans populaires (ou sîra) qui avaient toujours été des créations désordonnées, très éloignées des contes des Nuits.

## Histoires généralement associées auxMille et Une Nuits
- Aladin ou la Lampe merveilleuse
- Ali Baba et les Quarante Voleurs
- Les Aventures du calife Haroun Alraschild : Histoire de l'aveugle Baba-Abdalla, Histoire de Sidi Nouman, Histoire de Cogia Hassan Alhabbal

## Tableau récapitulatif des contes

### Contes recensés par l'Arabian Nights Encyclopedia
En 2004, Ulrich Marzolph, Richard van Leeuwen et Hassan Wassouf publient Arabian Nights Encyclopedia (parfois abrégée en « ANE »), encyclopédie consacrée au recueil de contes. Elle recense 551, numérotées, comme présentées dans ce tableau (les chiffres entre parenthèses correspondent aux numéros des nuits auxquelles débutent et finissent les contes) :

## Traductions
Les différents textes publiés peuvent présenter d'importantes différences. Ils sont issus de quelque 70 manuscrits originaux, qui appartiennent généralement à deux grandes lignées : d'une part les textes dits de la branche égyptienne (éditions Bûlâq / Calcutta), généralement les plus complètes, et d'autre part les manuscrits issus de la branche syrienne (dont le texte de Galland). Les traductions proposées sont parfois issues de recompositions de plusieurs manuscrits.
De nombreuses traductions ont été ensuite proposées en différentes langues :
- Les Mille et Une Nuits traduction d'Antoine Galland (publiée de 1704 à 1717), présentation par Jean-Paul Sermain et Aboubakr Chraïbi, Garnier-Flammarion (3 vol.)
- Enis el-Djelis; ou, Histoire de la belle Persane. Conte des Mille et une nuits, traduit de l'arabe et accompagné de notes par Albert Kazimirski de Biberstein.
- The One Thousand and One Nights, Edward William Lane, 1838 - 1840
- Þúsund og ein nótt, Steingrímur Thorsteinsson (is), 1857
- The Book of the Thousand Nights and One Night, John Payne, 1882–1884
- Tausend und eine Nacht, Gustav Weil, 1865, Erlangen, Karl Müller Verlag, 1984, 4 tomes en 2 volumes.
- The Book of the Thousand Nights and a Night (en dix volumes, 1885) et The Supplemental Nights to the Thousand Nights and a Night (en six volumes, 1886-1888), Richard Francis Burton
- Le Livre des mille nuits et une nuit, contes traduits par le Dr Joseph-Charles Mardrus (1899-1903), Robert Laffont, collection Bouquins.
- The Arabian Nights : their best known tales, Kate Douglas Wiggin et Nora Archibald Smith (en), illustré par Maxfield Parrish, 1909
- Stories from the Arabian nights, 1907 et Princess Badoura: a tale from the Arabian nights, 1913, raconté par Laurence Housman avec des dessins d'Edmund Dulac
- Le Livre des Mille et une Nuits, traduction d'Armel Guerne, Club français du livre, 1966-1967 (6 vol.), d'après les traductions de Richard Francis Burton et de Edward William Lane.
- Les Mille et Une Nuits, traduction et préfaces de René R. Khawam, Phébus, Collection Domaine Arabe (4 vol.), 1986-1987. Cette traduction s'appuie sur les manuscrits les plus anciens disponibles (XIIIe – XIVe siècles), dont celui ramené de Syrie par Galland. En effet, comme il le développe dans son introduction, Khawam met en doute la pertinence de l'édition de Boulaq, publiée en 1835 et dont les sources manuscrites, trop récentes, lui semblent suspectes et édulcorées.
- Les Mille et Une Nuits, contes traduits par Jamel Eddine Bencheikh et André Miquel, Gallimard, La Pléiade (3 vol), 2005. Il s'agit de la première traduction en français de la totalité des 1 205 poèmes contenus dans l'édition de Boulaq. (ISBN 2070383997).
- Les Mille et une nuits, iconographie choisie et commentée par Margaret Sironval, Pléiade, 2005, 272 pages, 248 illustrations  (ISBN 2070117812).